# گلاب‌گیری

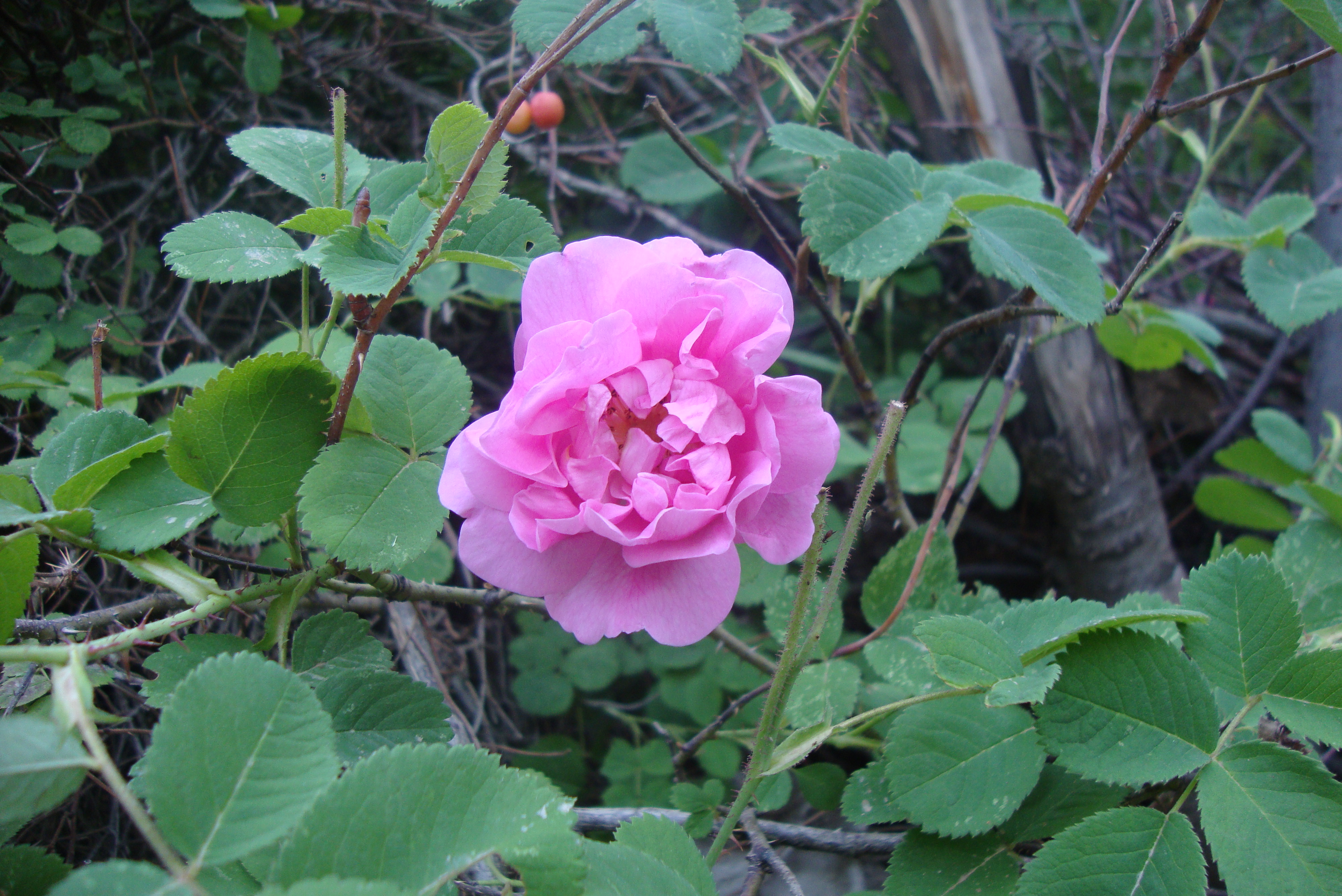
گل سرخ (گل محمدی)

گلاب‌گیری مراسمی است که هر سال در ۱۴ استان ایران به صورت عمده از اوایل اردیبهشت تا اواخر خرداد (بر اساس شرایط آب و هوایی) و اقلیمی برگزار می‌شود. معروف‌ترین گلاب در جهان گلاب کاشان است.
شروع آیین گلابگیری در ایران در ابتدای اردیبهشت است و گلابگیران شهر میمند فارس در ۹۰ کیلومتری جنوب شرقی شیراز به دلیل شرایط آب‌وهوایی همه ساله آغازگر مراسم گلاب‌گیری در ایران هستند و همه‌ساله جشنواره گل و گلاب در میمند فارس از اوایل اردیبهشت آغاز می‌شود و نهایتاً پیش از رسیدن به پایان اردیبهشت کار برداشت گل سرخ محمدی و گلاب‌گیری نیز به پایان می‌رسد.
آیین گل‌چینی و گلاب‌گیری و جشنواره گل و گلاب میمند سالیانه حدود ۲ میلیون نفر گردشگر را از سراسر کشور به ویژه استانهای جنوبی به این شهر می‌کشاند.
آیین گلاب‌گیری در سایر مناطق کشور از جمله شهرستان داراب و بخش‌های مختلف شهرستان کاشان همچون نوش آبادوقمصر و نیاسر و روستای ده‌آباد از توابع شهرستان نطنز و شهر سمنان و شهر بادرود نیز جریان دارد.
در این مراسم که سالانه بیش از یک میلیون نفر گردشگر به خود جذب می‌کند، از گل‌های سرخی که در این مناطق کاشته شده‌اند، گلاب تهیه می‌شود. در کارگاه‌های گلاب‌گیری شهرستان کاشان سالانه پانزده هزار تن گلاب سنگین تولید می‌شود.

## تاریخ گلاب گیری در کاشان
تاریخ گلاب گیری از اواسط اردیبهشت شروع می‌شود و تا اواسط خرداد ماه ادامه دارد. اما زمان جشنواره گلابگیری در کاشان هرساله از تاریخ ۱۵ تا ۲۵ اردیبهشت ماه می باشد. یعنی اگر شما بخواهید مهمان این شهر کویری در مراسم گلابگیری  بشوید، باید در این ۱۰ روز به کاشان سفر کنید.
اگر در کاشان چرخی بزنید و به کارگاه ها و گلاب فروشی ها سر بزنید با اصطلاحاتی مثل گلاب سه مَن،گلاب چهار مَن،گلاب ۴۰ کیلیویی،گلاب ۳۰ کیلویی و … آشنا می شوید.اما این اصطلاحات چه چیزی را درباب کیفیت گلاب به ما می گویند؟
در کاشان هر مَن برابر با ۶ کیلو می باشد.یعنی گلاب سه مَن از تقطیر حدود ۱۸ کیلو گل محمدی و گلاب چهار من نیز از تقطیر حدودا ۲۴ کیلو گل محمدی بدست آمده است.گلاب ۳۰ کیلویی یعنی گلابی که با تقطیر ۳۰ کیلو گل محمدی بدست آمده یعنی گلاب پنج من!
در واقع اصطلاحی به نام گلاب خالص یا گلاب اصل خیلی موضوعیت ندارد.و مسئله ای که کیفیت گلاب رو تعیین میکنه در واقع میزان گلی هست که برای عمل گلاب گیری استفاده شده است.

## روز گلابگیری
در سال ۱۴۰۲ بنا به مصوبه شورای عالی انقلاب فرهنگی روز ۲۰ اردیبهشت به عنوان «روز گل محمدی و گلاب» در تقویم ملی ثبت خواهد شد.
در این ایام، گل‌های محمدی در اوج زیبایی هستند و در هر گوشه ای از کاشان، عطر دل‌انگیز گلاب و گل محمدی استشمام می‌شود.

## نگارخانه

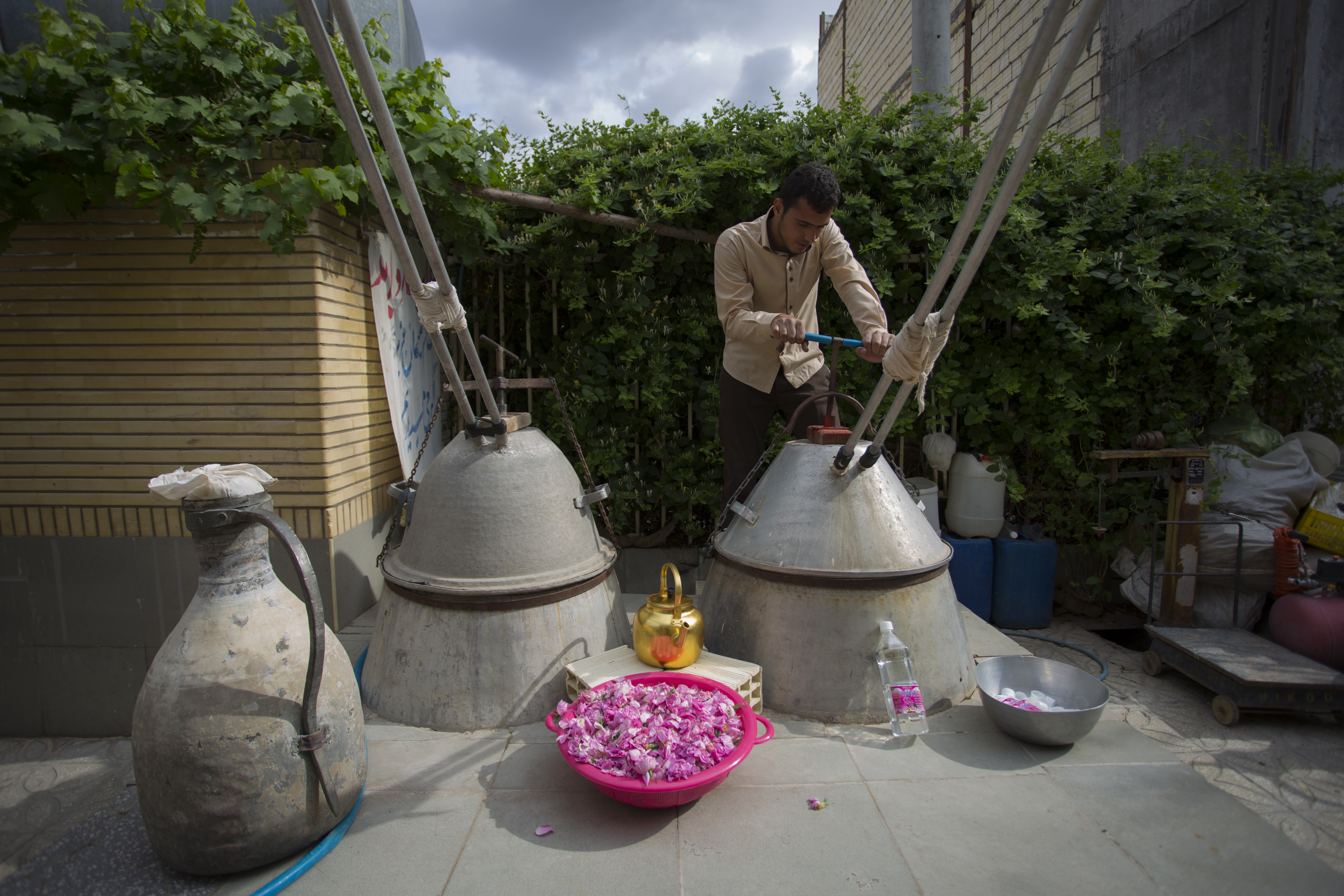
دستگاه‌های مخصوص گلابگیری
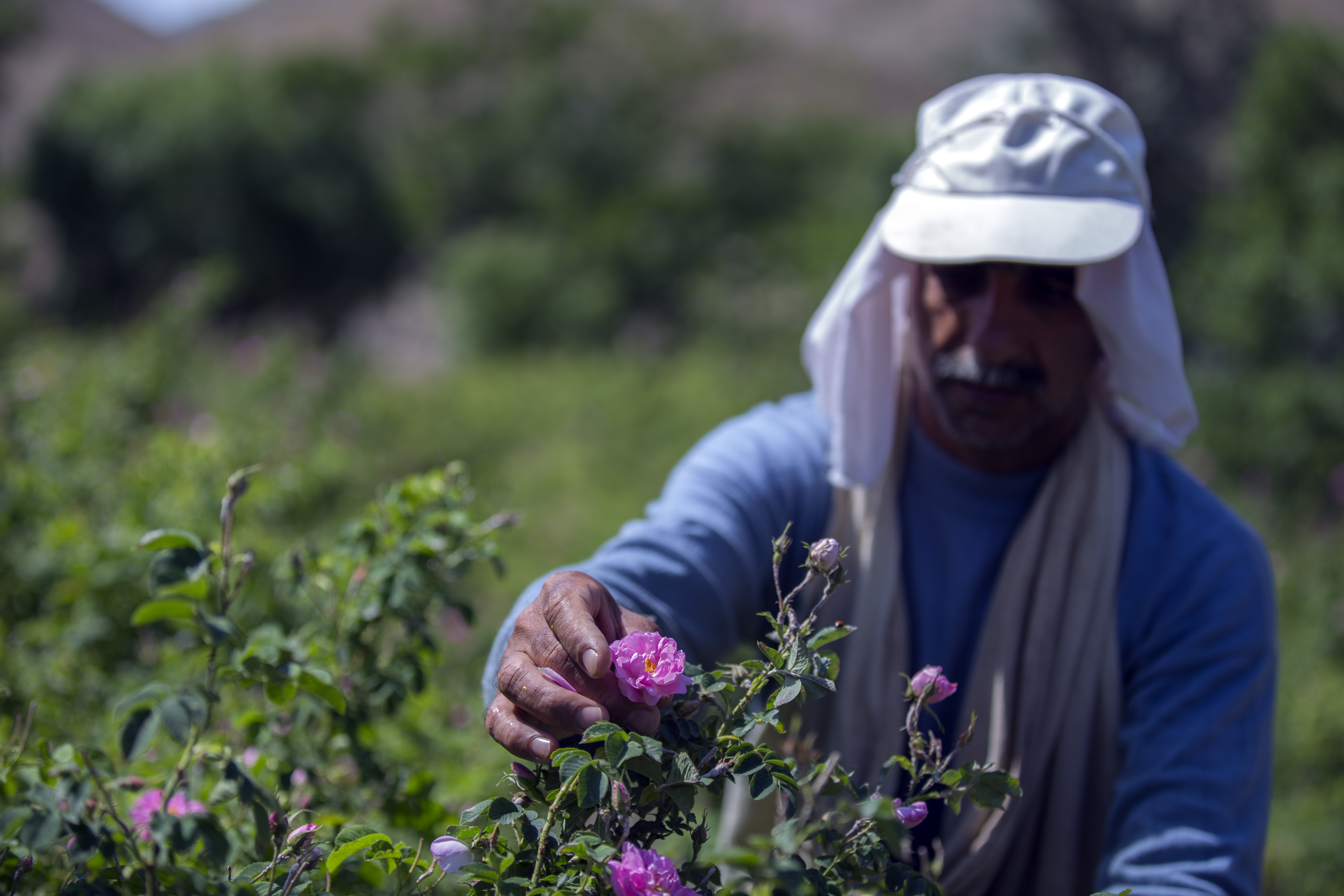
گل چینی در قمصر کاشان
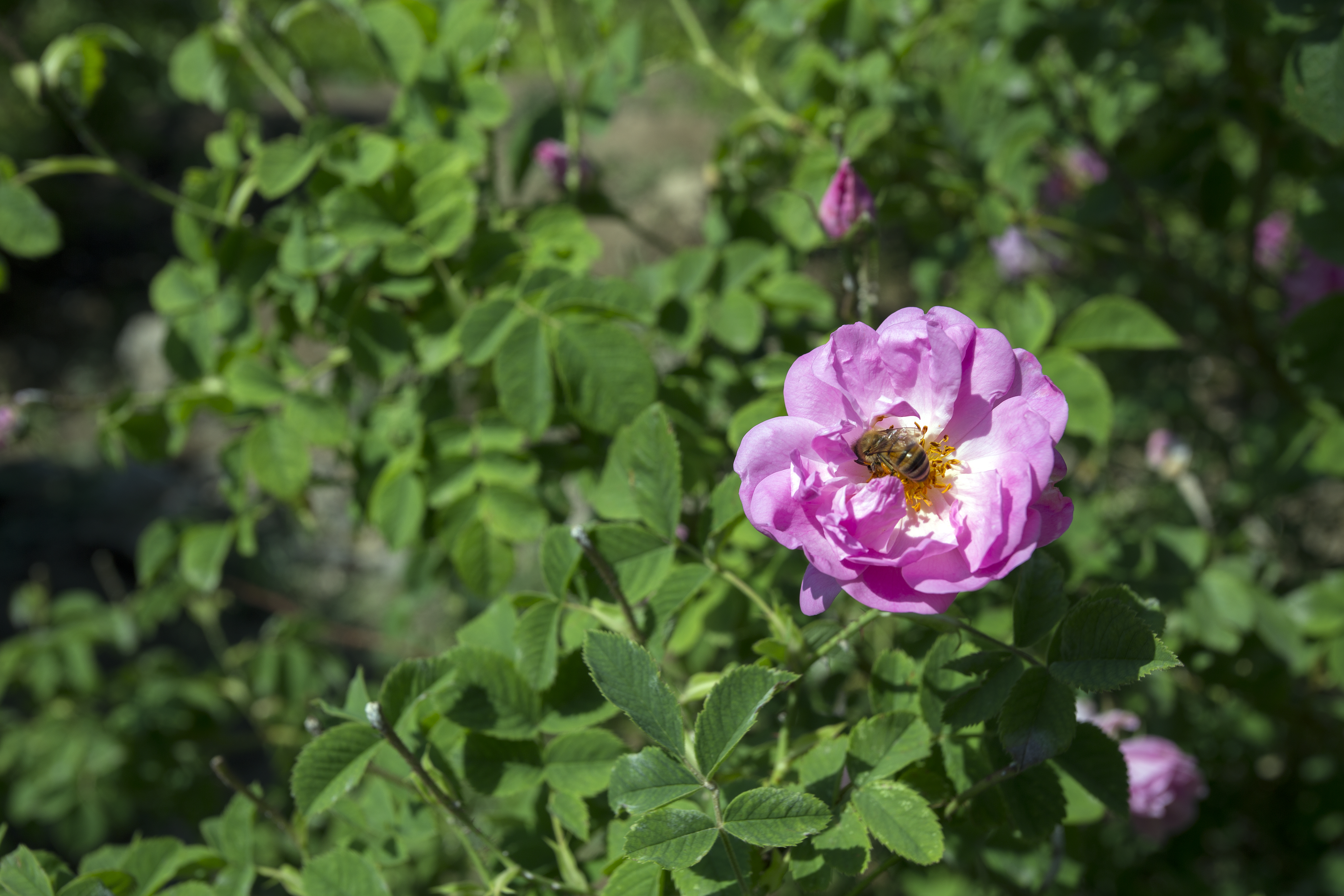
گل رز صورتی که در ایران به گل محمدی معروف است
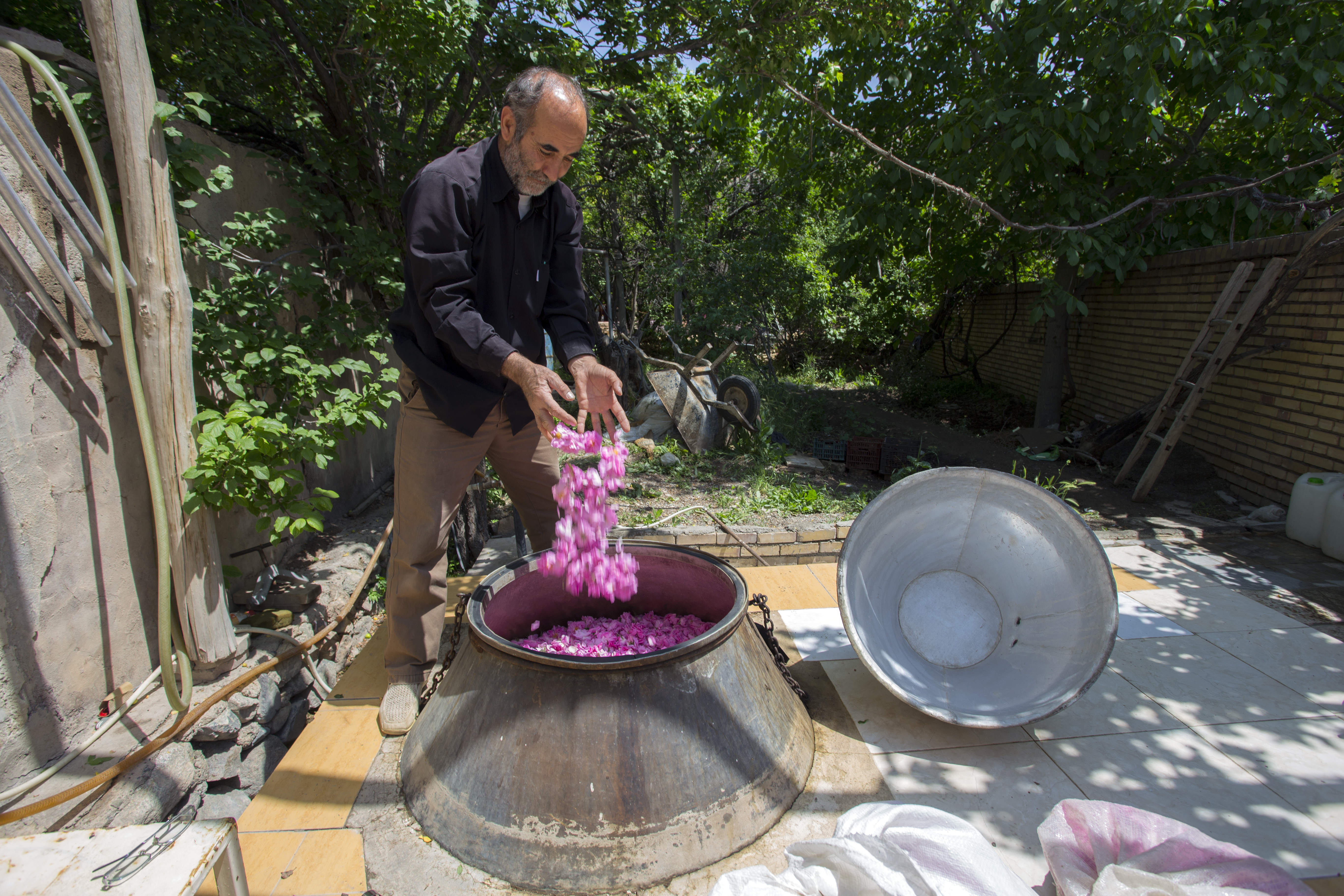
ریختن گل‌ها در دیگ گلابگیری
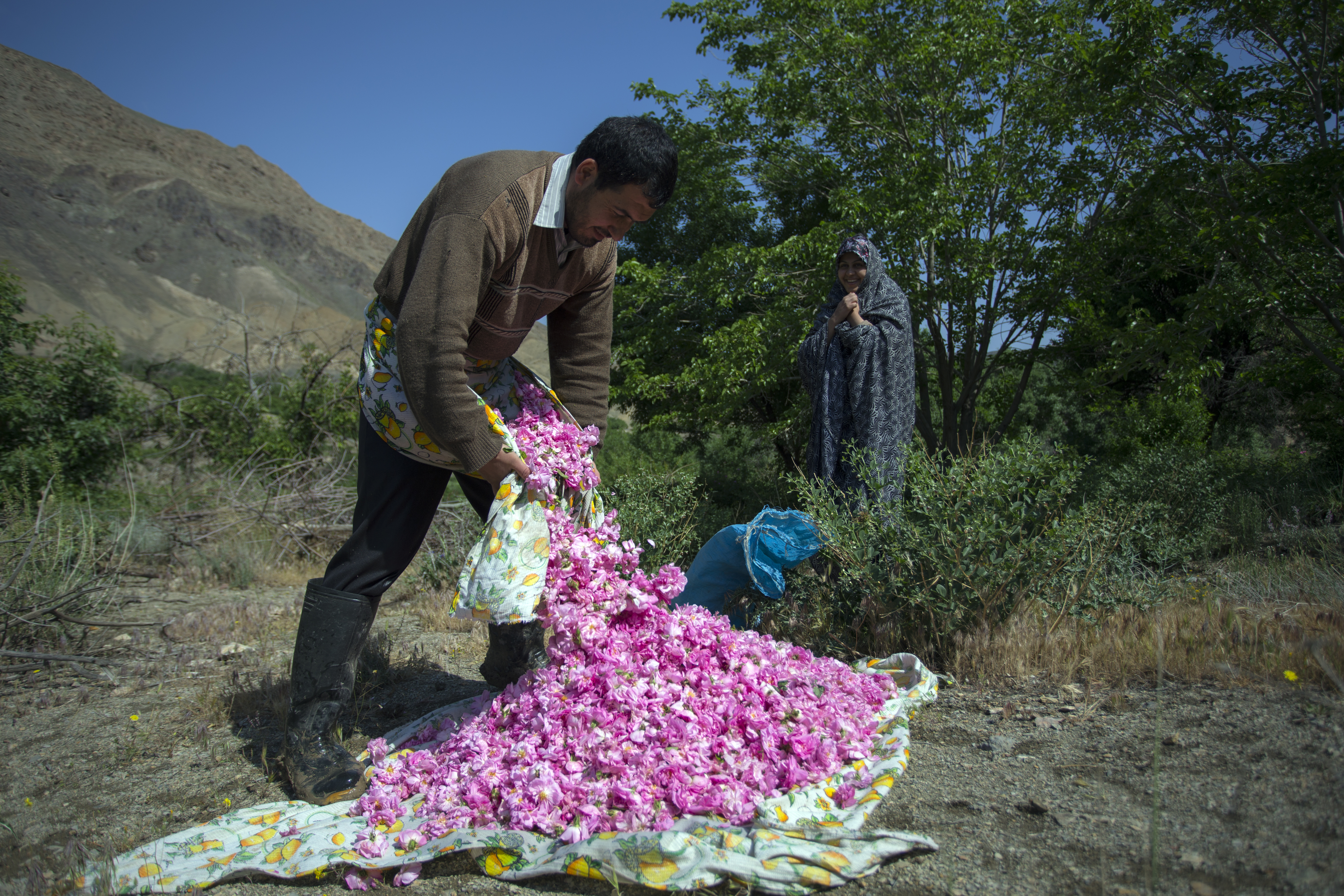
جمع آوری گل از مزرعه گل محمدی
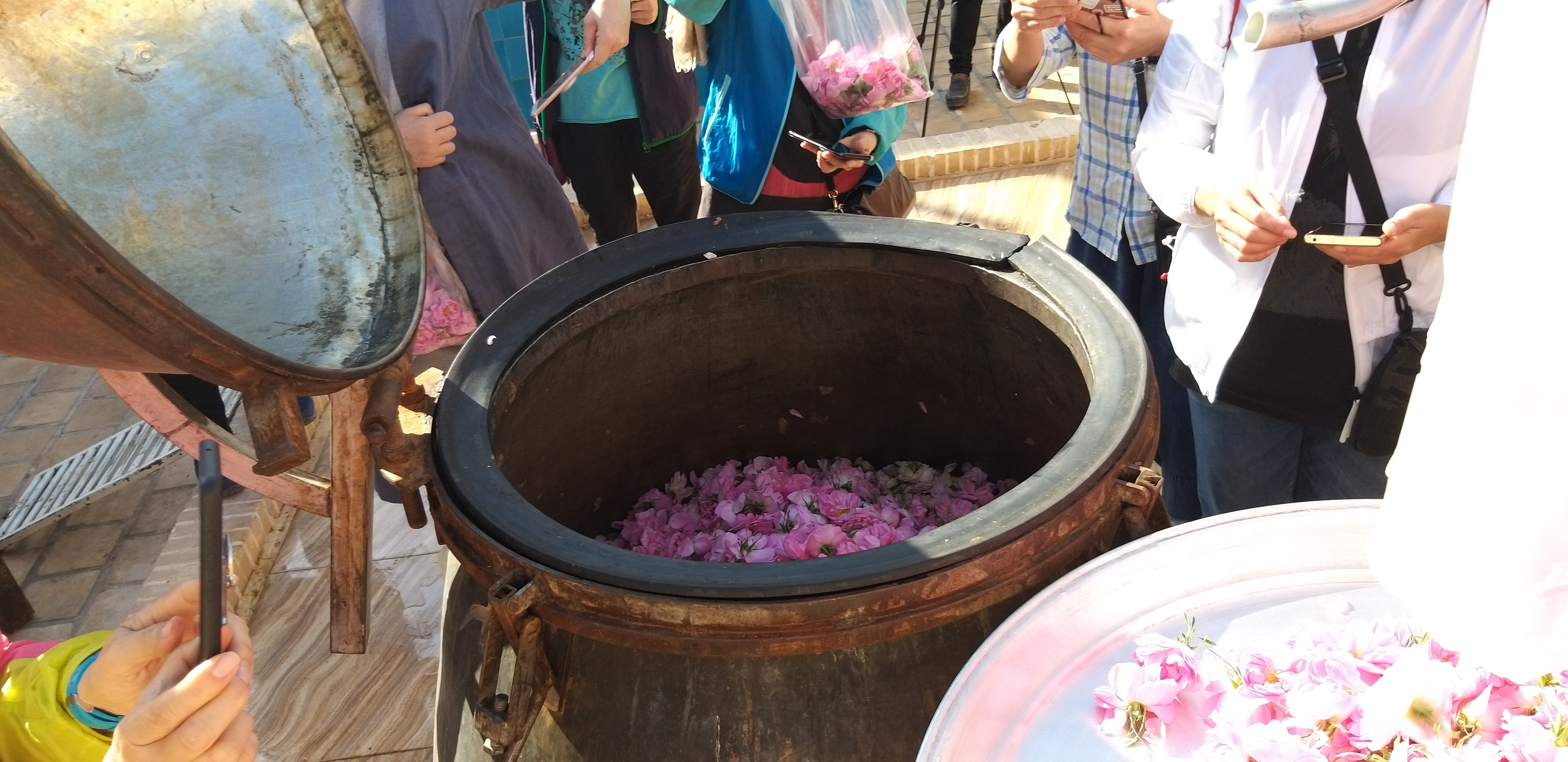
آیین گلابگیری در اقامتگاه بومگردی دیاوا